# 周江镇
周江镇，是中华人民共和国广东省梅州市五华县下辖的一个乡镇级行政单位。

## 行政区划
周江镇下辖以下地区：
周江社区、中兴社区、新良村、冰坎村、甘茶村、早成村、龙堵村、狮潭村、联太村、蓝坑村、黄布村、溪口村、黄华村、兰鱼村、良宁村、莨头村、桂子村、红源村、龙洞村、中兴村、三河村、增洞村、利河村和利洋村。